# ネットワークバリューコンポネンツ
株式会社ネットワークバリューコンポネンツは、東京都大田区に本社を置く、日本製鉄グループのネットワークインテグレーターである。
日鉄ソリューションズの完全子会社。

## 沿革
- 1990年（平成2年）4月 - 株式会社ネットワークバリューコンポネンツ設立
- 1999年（平成11年）12月 - 東京都港区に東京オフィス開設
- 2001年（平成13年）1月 - 三誠興業株式会社へ子会社エー・ブイ・エム株式会社を売却
- 2005年（平成17年）12月 - 東京証券取引所マザーズに上場
- 2016年（平成28年）
  - 5月 - 市場選択により東京証券取引所第二部に市場変更。
  - 12月 - 東京証券取引所第二部上場廃止。
- 2017年（平成29年）1月 - 株式交換により、新日鉄住金ソリューションズ株式会社（現・日鉄ソリューションズ）の完全子会社となる。
- 2018年（平成30年）1月 - 本社を蒲田へ移転

## 事業所
- 本社 - 東京都大田区南蒲田2-16-2　テクノポート三井生命ビル

## 取扱製品
- Arbor Networks(Ellacoya)
- Arista Networks
- Aruba Networks
- Datacom Systems
- H3Cテクノロジーズ
- Sable Networks
- Solera Networks
- Xsigo Systems
- FibroLAN
- アレイ・ネットワークス

- Crossbeam Systems
- Fortinet
- Imperva
- シスコシステムズ(IronPort)
- Juniper Networks
- Loglogic
- センチュリーシステムズ
- Infoblox
- ISILON SYSTEMS